# Sultan’s Flight
Sultan’s Flight bezeichnet seit 1979 die private Flugzeugflotte des Sultans von Brunei. Sie ist am Flughafen Brunei International in der Hauptstadt Bandar Seri Begawan stationiert und steht dem Sultan für private und geschäftliche Zwecke zur Verfügung.
Sultan’s Flight umfasst mindestens fünf Flugzeuge der Typen Airbus 340-200, Boeing 767-200 und Boeing 747-8 sowie Boeing 787-8 Sämtliche Flugzeuge zeichnen sich durch eine teure Individualausstattung u. a. mit goldenen Wasserhähnen aus. Mindestens eine Boeing 747 verfügt über Pferdeboxen. Mit Stand Juli 2022 sind drei Flugzeuge in Gebrauch.
- Airbus 340 – V8-001, V8-AC3, V8-AM1
- Boeing 727 – V8-BG1
- Boeing 747 – V8-BKH (in Nutzung), V8-AC1, V8-ALI
- Boeing 757 – V8-HB1
- Boeing 767 – V8-MHB (in Nutzung)
- Boeing 787 – V8-OAS (in Nutzung)